# Seminario arcivescovile di Trento
Il Seminario arcivescovile di Trento è l'istituzione dell'arcidiocesi di Trento in cui vengono formati i futuri presbiteri per il servizio pastorale della stessa diocesi.

## Storia

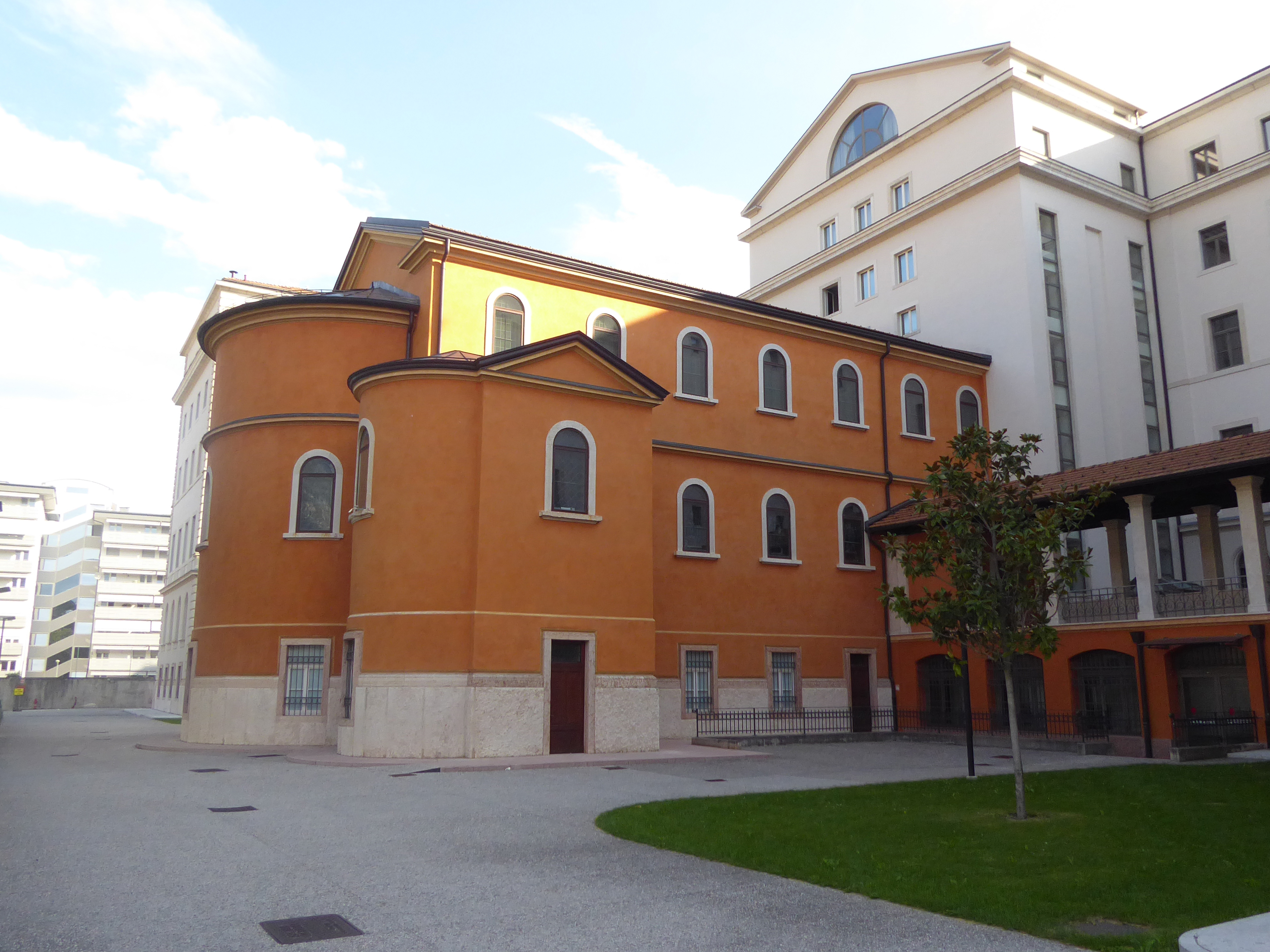
La chiesa della Regina degli Angeli, addossata alla struttura del seminario

Fu istituito nel 1593 dal vescovo cardinale Ludovico Madruzzo, presso l'ex convento dei Crocigeri in via Santa Croce, ed alla fine del XVIII secolo, in seguito alla soppressione dei Gesuiti, si trasferì nel loro collegio attiguo alla chiesa di San Francesco Saverio. Nel XIX secolo vi furono docenti don Pier Paolo Rigler e don Giovanni Nepomuceno de Tschiderer, futuro beato.
All'inizio del Novecento, durante l'episcopato di Celestino Endrici, venne trasferito nella nuova sede di Corso Tre Novembre, costruita tra il 1907 e il 1909, ove si trova tuttora. Di questa struttura fa parte anche una chiesa, intitolata a Maria Regina degli Angeli.

## Oggi
Dall'anno 2016, oltre ai seminaristi dell'arcidiocesi di Trento, è frequentato anche dai seminaristi della diocesi di Belluno-Feltre e della diocesi di Bolzano-Bressanone.